# Chromis alleni
Chromis alleni är en fiskart som beskrevs av Randall, Ida och Moyer, 1981. Chromis alleni ingår i släktet Chromis och familjen Pomacentridae. Inga underarter finns listade i Catalogue of Life.